# 新伍拉姆 (密蘇里州)
新伍拉姆（英語：New Woollam）是位於美國密蘇里州加斯科內德縣的非建制地區。

## 歷史
新伍拉姆的郵局於1853年設立，其後於1932年停運。

## 地理
新伍拉姆所處的海拔為高於海平面207米（即679英呎），而該地所採用的時區為UTC-6，即北美中部時區（CST）。同時該地設有夏令時間，為UTC-6調快一小時，即UTC-5（CDT）。